# Carpinus tibetana
Carpinus tibetana — вид квіткових рослин з родини березових. Поширення: Тибет. Це дерево, яке росте переважно в помірному біомі.